# Lexi Belle
Lexi Belle (Jessica McComber) est une actrice de films pornographiques américaine née le 5 août 1987 à Independence (Louisiane).

## Biographie
Orpheline à l'âge de 6 ans, elle grandit dans des foyers durant 2 ans, puis dans une famille d'accueil jusqu'à l'âge de 12 ans, avant d'être renvoyée dans un foyer.
Elle travaille dans un vidéo-club lorsqu'elle est approchée par un recruteur qui l'avait vue sur le réseau social MySpace. Trois mois plus tard, elle visite un tournage de film pornographique. Elle effectue sa première fellation lors de son premier tournage.
Lexi Belle s'est auto-proclamée geek de Star Wars et visiteuse assidue des parcs Six Flags.
En 2011, elle est désignée par la chaîne de télévision CNBC comme étant l'une des douze plus grandes vedettes pornographiques. CNBC note ses nombreuses récompenses, de l'AVN au XBIZ Award.
Elle est la Penthouse Pet de mai 2013 et de l'année 2014.

## Filmographie sélective
- 2006 : Barely Legal Jungle Fever 1
- 2007 : Dream Machine
- 2008 : The 4 Finger Club 24
- 2008 : Evil Pink 4
- 2009 : Mother-Daughter Exchange Club 6 & 7
- 2010 : Girls Kissing Girls 5
- 2010 : Belladonna: No Warning 5
- 2010 : Batman XXX: A Porn Parody
- 2011 : Pretty in Pink
- 2011 : Official Basic Instinct Parody
- 2012 : Cheer Squad Sleepovers 2
- 2013 : Meow! 3
- 2014 : Molly's Life 25
- 2015 : Penthouse Pet: All Girl Retreat
- 2015 : Girls Love Girls 3
- 2016 : Wet Panties Scissoring
- 2016 : No Man's Land: Raunchy Roommates
- 2017 : Santa Is a Woman
- 2017 : Tori Black and Her Girlfriends

## Distinctions
Récompenses
- 2008 : Adam Film World Guide Award – Teen Dream Of The Year[5]
- 2010 : AVN Award – Best All-Girl Couples Sex Scene pour Field of Schemes 5 (Girlfriends Films) (avec Tori Black)[6]
- 2010 : AVN Award – Best New Web Starlet
- 2010 : XRCO Awards – Cream Dream[7]
- 2010 : F.A.M.E. Award – Favorite Underrated Starlet[8]
- 2011 : AVN Award – Best Supporting Actress pour Batman XXX: A Porn Parody (Vivid)[9]
- 2013 : AVN Award Meilleure allumeuse (Best Tease Performance) pour Remy (conjointement avec Remy LaCroix)[10]

Nominations
- 2009 : AVN Award nommée "Best All-Girl Group Sex Scene" - Bad News Bitches 3 avec Penny Flame et Rachel Roxxx
- 2010 : Best All-Girl Group Sex Scene for: Party of Feet (2009)